# Sole Jaimes
Sole Jaimes, de son nom entier Florencia Soledad Jaimes, née le 20 janvier 1989 à Nogoyá en Argentine, est une footballeuse internationale argentine évoluant au poste d'attaquante avec Flamengo.

## Carrière

### En club
Elle rejoint l'Olympique lyonnais en janvier 2019. Le 18 mai 2019, elle est remplaçante lors de la finale de la ligue des champions mais n'entre pas en jeu. En juillet 2019, elle quitte l'Olympique lyonnais et rejoint le club brésilien du Santos FC.

### En sélection
Sole Jaimes apparaît sur la liste des 23 joueuses argentines retenues pour participer à la Coupe du monde 2019 organisée en France. Elle joue comme titulaire, les trois rencontres de l'équipe d'Argentine et ne marque aucun but en 249 minutes de jeu. 

## Palmarès

### En sélection
Argentine :
- Vainqueur de la Sudamericano Femenino 2006
- Troisième de la Copa América féminine 2018

### En club
Santos :
- Vainqueur du Championnat du Brésil de football 2017

 Dalian Quanjian :
- Vainqueur du Championnat de Chine féminin de football 2018

 Olympique lyonnais :
- Vainqueur de la Ligue des champions 2019
- Vainqueur du Championnat de France féminin de football 2019
- Vainqueur de la Coupe de France 2019.